# Легенда острова Двид
«Леге́нда о́строва Двид» — российский семейный приключенческий фильм 2010 года режиссёра Анарио Мамедова. В основу сценария положена сказочная повесть Владислава Крапивина «Дети синего фламинго», однако сюжет фильма отличается от неё в ряде ключевых моментов. Предпремьерный показ состоялся во время конференции «Роскон» 3 апреля 2010. Вышел в прокат 15 апреля 2010 года.

## Сюжет
Пятиклассник Женя Ушаков, следя за подозрительным незнакомцем, попадает на таинственный остров Двид. Островом правит мудрый правитель Тахомир Тихо, жители — приветливы, счастливы и благополучны. Позже он встречается с тем самым подозрительным незнакомцем. Тот называет себя Ктором Эхо и рассказывает, что на самом деле жители Двида запуганы гигантским спрутом Мо Фо и лишь некий юный рыцарь, явившийся из другого мира, может, согласно легенде, убить этого спрута. Ктор уговаривает Женю сразиться с Мо Фо, и тот соглашается. Однако во время поединка он пугается спрута, бежит и теряет сознание. Он оказывается в тюрьме, где его судят и приговаривают к смертной казни за покушение на Мо Фо. Ночью, с помощью Ктора, ему удаётся совершить побег.
Скитаясь по острову, Женя спасает (приносит в гнездо) птенца гигантского фламинго. Затем он встречает Отшельника, который, однако, вместо того чтобы указать ему верный путь, показывает дорогу, приводящую прямо на площадь города, где его уже ожидают прокурор и палач. Фламинго приходит к Жене на выручку (она прилетает на звук мелодии из карманных часов, которые Женя нашёл в её гнезде) и уносит его прочь из города. В лесу на Женю нападает компания ребят под предводительством Галя, которые считают, что он шпион Тахомира. Они отводят его в старый бастион, где живут дети, бежавшие из города. Их предводитель Дуг верит рассказу Жени и разрешает ему остаться в компании. В компании Женя знакомится с Угольком и опознает в нём Юльку Гаранина, история которого полностью повторяет историю Жени. Однако Юлька потерял память и почти не помнит о своей «прошлой жизни».
Ночью, у костра, Дуг рассказывает старинную легенду о происхождении спрута. Это лишь искусственный механизм, сделанный в своё время для защиты острова от врагов талантливым учёным, другом Тахомира Тихо. Этот же учёный изобрёл и особую машину, позволяющую мгновенно превращать детей во взрослых. Однако Тахомир завладел обоими механизмами, и Мо Фо теперь используется для устрашения жителей, а «взрослительная машина» — для того, чтобы подвергать непослушных детей «казни» и превращать их в добропорядочных взрослых. Учёный, которого Тахомир посадил в тюрьму, передал второй ключ управления спрутом деду Дуга, а тот — ему. Тем временем Галь, который поссорился с Дугом, выдаёт местонахождение бастиона гвардейцам Тахомира. Они захватывают бастион, детей и убивают Дуга. Он успевает отдать ключ от управления спрутом Жене. Женя вместе с Угольком при помощи птицы улетают из бастиона. Командир гвардейцев смертельно ранит птицу, но она успевает доставить Женю и Уголька к месту, где находится пульт управления спрутом. Управляя спрутом, они атакуют город, освобождают захваченных детей, и в итоге заставляют Тахомира отдать ключ от двери, ведущей в их мир. Однако Уголёк в последний момент решает остаться на острове и, пропустив Женю вперёд себя, закрывает за ним дверь. Попав домой, Женя рассказывает всю историю следователю, который занят поисками Юльки, но тот ему не верит. В финале Женя выбрасывает часы, однако на их звук прилетает синяя птица.

## В ролях
- Алексей Князев — Женя Ушаков
- Даниил Спиваковский — Тахомир Тихо / Ктор Эхо
- Альберт Филозов — Отшельник
- Владимир Бегунов — Крикунчик Чарли
- Владислав Гетце — Уголёк
- Валерий Величко — прокурор
- Сергей Фёдоров — дворецкий
- Евгений Зайцев — Дуг
- Полина Плавская — Соти
- Дмитрий Красулин — Галь
- Алексей Романов — Шрам
- Евгений Лободин — Циклоп
- Арсений Прусаков — Пухлик
- Ирина Ермолова — мама Женьки
- Вячеслав Хархота — следователь
- Андрей Дымшаков — тренер
- Валерий Фадиев — продавец игрушек
- Константин Шавкунов — маляр
- Ирина Шавкунова — продавщица мороженого
- Андрей Кылосов — полицейский
- Павел Дралов — писарь
- Максим Тарасов — участковый
- Валерий Прусаков — лейтенант
- Владимир Чермянинов — смотритель аттракционов

## Съёмочная группа
- Авторы сценария:

- Александр Архипов
- Анарио Мамедов

- Режиссёр-постановщик — Анарио Мамедов
- Оператор-постановщик — Сергей Павлов
- Художник-постановщик — Сергей Расторгуев
- Изобразительная концепция — Солбон Лыгденов
- Композитор — Валерий Разумовский
- Продюсер —Валентина Хижнякова

## Награды
- Полина Плавская Приз Детского жюри конкурса «КиноМалыШок» на открытом фестивале Киношок
- Гран-при, приз за лучшую мужскую роль (Алексей Князев) XII Кинофестиваля «Сказка»

## Критика
Незадолго до премьеры Владислав Крапивин дал негативную оценку фильму с точки зрения соответствия литературной основе — повести «Дети синего фламинго». Он отметил, что фильм излишне осовременен, сюжет низведён «до простенькой сказочки, лишённой всякого психологизма» и содержит ряд «несообразностей и нестыковок». Кроме того, некоторые ключевые персонажи наделены чертами, которые не свойственны героям повести (излишняя агрессивность детей по отношению друг к другу и лёгкость, с которой они совершают предательские поступки). По мнению писателя, это исказило основную идею повести о том, что «преданность друзьям, любовь к родителям, верность родному дому помогают преодолеть суровые испытания».